# 里贝朗布兰库
里贝朗布兰库是巴西圣保罗州的一个市镇。总面积697.813平方公里，总人口18607人，人口密度26.7人/平方公里。